# Karima Oueslati
Karima Oueslati (Béja, 3 agosto 1977) è un'ex cestista tunisina.

## Carriera
Con la Tunisia ha disputato i Campionati mondiali del 2002.